# (34581) 2000 SC348
2000 SC348 (asteroide 34581) é um asteroide da cintura principal. Possui uma excentricidade de 0.09768380 e uma inclinação de 16.41973º.
Este asteroide foi descoberto no dia 20 de setembro de 2000 por LINEAR em Socorro.